# 格林菲爾德 (威斯康辛州)
格林菲爾德（英語：Greenfield）是美國威斯康辛州密爾瓦基縣的一座城市，與西艾利斯、密爾瓦基、格林代爾、海爾斯科納斯等市鎮比鄰，屬於密爾瓦基都會區的一部分。

## 外部來源
- City of Greenfield （页面存档备份，存于）